# Fransson den förskräcklige
Fransson den förskräcklige är en svensk komedifilm från 1941 i regi av Gösta Cederlund. 

## Handling
Bagaren Svensson kommer till en liten småstad och sätter fart på det tidigare förlustartade Finholms bageri genom att lansera sin "Fransson-limpa". Han dras dock med ett elakt rykte om att han stulit pengar.

## Om filmen
Premiärvisning i Stockholm 22 september 1941. Filmen har visats i TV ett flertal gånger.

## Rollista i urval
- Elof Ahrle - Svensson, "Fransson den förskräcklige"
- Carl-Gunnar Wingård - bagarmästare Karl August Finholm
- Inga-Bodil Vetterlund - Barbro Finholms, Karl Augusts dotter
- Rune Carlsten - fastighetsägare Ågren
- Hilda Borgström - fröken Öhrström
- John Botvid  Nils Vallin, skomakaren
- Einar Axelsson - direktör Borg
- Marianne Löfgren - Ruth Strömberg, damfrisörska
- Åke Engfeldt - Felix
- Emil Fjellström - Lösa Wilhelm
- Lillebil Kjellén - Britta Lund
- Yngwe Nyquist - Bagericentralens direktör
- David Erikson - Bagericentralens kamrer
- Bellan Roos - städerskan Anna
- John Elfström - Franssons kompis Gunnar
- Elsie Albiin - en flicka med rutig kappa och hatt i parken/en dansande/flicka på landsvägen
- Einar Groth - violinisten
- Bengt Brunskog - en dansande ung man
- Gösta Cederlund - uppläsaren i radio

## Musik i filmen i urval
- "Munspelslåt", musik: Sven Rüno, text: Harry Sylvner, sång: Elof Ahrle
- "Ä' ni me'?", musik: Sven Rüno, text: Roni, sång: Elof Ahrle
- "Lilla blomma jag har dig så kär", musik: Roni, text: Ove Ekelund, sång: Elof Ahrle